# 大阪都島自動車学校
大阪都島自動車学校（おおさかみやこじまじどうしゃがっこう）は、株式会社都島学園が運営する大阪府にある大阪府公安委員会指定の自動車教習所。

## 所在地・アクセス
- 大阪市都島区都島中通1-14-15
- 最寄り地下鉄駅は、谷町線都島駅（徒歩7分）
- 最寄りJR駅は、環状線桜ノ宮駅（徒歩8～10分）
- 京橋駅からの予約制スクールバスあり
- 大阪駅前第4ビルの2階に総合案内所を設置（営業は平日のみ）

## 取得免許・業務種類
- 第一種普通自動車免許（MT・AT）
- 取消処分者講習
- 違反者講習
- 初心運転者講習
- 取得時講習
- 若年運転者講習
- 高齢者講習
- 認知機能検査
- 運転適性診断（貨物・旅客）
- 運行管理（貨物・旅客）
- 企業講習
- ペーパードライバー講習
- フォークリフト

## グループ校・関連会社
- ㈱都島学園（ミヤコジマドライビングスクール・大阪市都島区自動車教習所）
- ㈱ミヤコジマドライビングスクール（ミヤコジマドライビングスクール・大阪市都島区自動車教習所）
- ㈱エムアールエスコンサルタント（ミヤコジマドライビングスクール・大阪市都島区自動車教習所）
- ㈱ミヤガク中京（カメヤマドライバーズスクール・亀山市自動車教習所）
- ㈲KH（カメヤマドライバーズスクール・亀山市自動車教習所）
- ㈱アールドライバーズ西北（大阪みなとドライビングスクール・旧オリックス自動車教習所・大阪市港区自動車教習所）
- ㈱アールドライバーズ西北支店（西宮北ドライバーズスクール・旧アールドライバーズ西北・西宮市自動車教習所）
- ㈱堺自動車教習所（堺ドライビングスクール・堺市自動車教習所）
- ㈱アール不動産（企業、個人経営の帳簿の記帳及び決済に関する事務並びに経営・経理に関する診断および指導・西宮市）
- ㈱ミヤコジマグループホールディングス（大阪市中央区不動産の賃貸及び管理）
- ㈱エムエスピィ（大阪市中央区貸しビル業）
- ㈱ミヤガク南海（フォークリフト・津山市）
- ㈱ミヤガク南海支店（フォークリフト・香川県）
- ㈱都島自動車（大阪市都島区タクシー会社）
- ㈱エムティー（屋号ムジコタクシー　生野区タクシー会社）
- 株式会社６２５タクシー　（吹田市のタクシー会社）
- 株式会社６２５タクシー横浜（旧慶桜625㈱　横浜市港北区のタクシー会社）
- ㈱健康野菜頒布（農産物の生産・加工・販売・伊賀市）
- ㈱夢農会（農業及び関連事業・伊賀市）
- ㈱やさいの戸島屋（農産物の生産・伊賀市）
- ㈱伊賀水耕コンサルタント（農業用ハウス及び水耕栽培の施設の研究・開発・販売・賃貸・伊賀市）